# Tom Tupa
Vous lisez un « bon article » labellisé en 2019.
Pour les articles homonymes, voir Tupa.
(en) Statistiques sur pro-football-reference
Thomas Tupa, dit Tom Tupa, est un joueur américain de football américain, né le 6 février 1966 à Cleveland.
Après avoir joué au poste de quarterback dans les rangs universitaires américains pour les Buckeyes d'Ohio State, il est sélectionné au troisième tour de la draft 1988 de la NFL par les Cardinals de Phoenix et commence sa carrière en NFL comme quarterback. Dans sa deuxième année professionnelle, il commence à taper des coups de pied et devient un membre actif des équipes spéciales.
Parti pour les Colts d'Indianapolis en 1992, Tupa devient exclusivement punter. Non conservé à la veille du début de la saison 1993, il traverse un passage difficile dans sa carrière avant de trouver un nouveau club quelques semaines plus tard pour obtenir la place de titulaire comme punter des Browns de Cleveland. En 1994, Tupa inscrit la première transformation de deux points de l'histoire de la NFL. Sa carrière est relancée et il effectue de bonnes saisons avec les Patriots de la Nouvelle-Angleterre puis les Jets de New York.
Au terme de la saison 1999, dans laquelle il rejoue une fois quarterback pour les Jets dans des circonstances particulières, Tupa est sélectionné pour la première et unique fois de sa carrière au Pro Bowl et dans l'équipe All-Pro. Après avoir remporté le Super Bowl XXXVII avec les Buccaneers de Tampa Bay lors de la saison 2002, il termine sa carrière avec les Redskins de Washington sur une grave blessure qui lui ouvre droit à une pension après une bataille juridique contre la ligue.

## Biographie

### Jeunesse
Thomas Joseph Tupa Jr. naît le 6 février 1966 à Cleveland dans l'Ohio. En 1983, il remporte un titre de champion d'État avec l'équipe de football américain des Brecksville-Broadview Heights Bees.

### Carrière universitaire
Tom Tupa est l'un des meilleurs punters de l'histoire des Buckeyes d'Ohio State. Il termine meilleur punter de la NCAA en termes de yards lors de deux saisons différentes (1986 et 1987) et conclut sa carrière universitaire avec le deuxième plus grand total de yards de l'histoire. Avec 47 yards de moyenne lors des saisons 1984 et 1987, il poste des records historiques aux coups de pied de dégagement.
Au poste de quarterback, Tupa est remplaçant pendant trois saisons derrière Mike Tomczak (en) et Jim Karsatos. Vainqueur du Rose Bowl avec les Buckeyes au terme de la saison 1985, il poursuit son apprentissage à l'entraînement. Après le départ de Karsatos, Tupa obtient sa chance à ce poste. Il l'exploite en réussissant 30 de ses 49 tentatives de passes pour un total de 398 yards et trois touchdowns marqués lors de la saison 1986.
Titulaire au début de sa dernière saison universitaire, il débute brillamment contre les Mountaineers de la Virginie-Occidentale et les Ducks de l'Oregon. Son touchdown à la passe contre les Tigers de LSU ne suffit pas à faire gagner son équipe qui se contente d'un match nul 13 à 13. La semaine suivante, le 3 octobre, il marque à la course sur un jeu en option le seul touchdown des Buckeyes pour conclure une belle série offensive dans un succès 10 à 6 contre Illinois. L'attaque qu'il mène est cependant en difficulté[pas clair] sur tout le reste de la saison hormis dans une large victoire avec 42 points inscrits contre les Golden Gophers du Minnesota. Son ultime victoire contre les Wolverines du Michigan après avoir été mené 13 à 0 reste comme l'un de meilleurs moments de sa carrière universitaire,,. Tupa conclut la saison avec 1 786 yards de gain à la passe et douze touchdowns inscrits. Ses performances lui valent une sélection au Hula Bowl.

### Carrière professionnelle

#### Quarterback des Cardinals et des Colts (1988-1992)
Tom Tupa est sélectionné avec le 68e choix de la draft 1988 de la NFL par les Cardinals de Phoenix au troisième tour. Le responsable de la draft des Cardinals, George Boone, est une nouvelle fois critiqué pour un choix osé après la sélection d'un kicker au deuxième tour deux saisons auparavant. Avec des méthodes peu classiques, il n'interroge pas les potentielles recrues par exemple, Boone défend sa sélection.
Jeune remplaçant, Tupa est moqué pour sa tête d'ange et sa voix « féminine ». Sa première en tant que passeur titulaire est un échec historique dans lequel il lance six interceptions contre les Eagles de Philadelphie en sixième semaine de la saison 1989. Après cette rencontre, il est surnommé Pick Six. Trois semaines plus tard, il lance pour 245 yards et deux touchdowns dans une victoire 24 à 20 contre les Cowboys de Dallas,. Il lance une passe décisive de 72 yards pour marquer à seulement 58 secondes de la fin du match. En douzième semaine, Tupa débute pour la deuxième fois de sa carrière face aux Buccaneers de Tampa Bay. Si son équipe s'incline sur le score de 13 à 14, il ne lance aucune interception dans cette partie. L'apprentissage reste douloureux et il est à nouveau responsable de la défaite de son équipe contre les Redskins de Washington lorsqu'il se trompe de jeu offensif, ce qui conduit à une interception clef. Il réalise également six coups de pied de dégagement lors de cette saison 1989.
Pendant toute la saison 1990, Tupa occupe uniquement la position spécifique d'holder, attrapant et posant la balle pour le kicker sur les coups de pied. Avant le début de la saison 1991, le quarterback titulaire Timm Rosenbauch se blesse,. De nombreuses équipes proposent des remplaçants aux Cardinals mais Joe Bugel refuse ces offres et fait confiance à Tom Tupa. S'il doit apprendre à relâcher la balle plus vite et à avoir une meilleure vision de jeu, il démontre une capacité à réussir de longues passes importantes,.
Devenu titulaire, il commence sa saison contre les Rams de Los Angeles en marquant un touchdown à la course et un autre à la passe. Il réussit ensuite à lancer pour 312 yards, son record, et trois touchdowns dans une victoire contre les Patriots de la Nouvelle-Angleterre,. L'entraîneur des Patriots Dick MacPherson remarque l'importance de Tupa dans la défaite de son équipe. Au fil des rencontres, il fait des progrès et gagne en confiance. Tupa commence onze rencontres de la saison régulière en 1991.
Fort de cette saison réussie, non protégé par les Cardinals, Tom Tupa signe comme quarterback remplaçant des Colts d'Indianapolis le 31 mars 1992. En août 1993, à la veille du début de la saison, il est coupé par les Colts. Derrière Jack Trudeau et Jeff George, les Colts lui préfèrent Don Majkowski pour le troisième et dernier poste de quarterback dans l'équipe.

#### Transition au poste depunteravec les Browns (1993-1995)
En novembre 1993, il signe un contrat pour devenir le troisième quarterback des Browns de Cleveland. Pour Tom Tupa, cela consiste à revenir dans sa région de jeunesse où il est né. Il est recruté dans un contexte insolite pour l'équipe de Cleveland, peu après le départ forcé de la vedette de l'équipe Bernie Kosar par le controversé Bill Belichick,. Désigné comme quarterback d'urgence, il n'entre presque jamais sur le terrain. Après la saison 1993, l'entraîneur des équipes spéciales des Browns, Scott O'Brien, contacte Tupa pour lui demander s'il est intéressé par le poste de punter. Le joueur répond positivement et engage un changement de carrière à l'inter-saison.
Lors de la saison 1994, il devient le premier joueur à marquer une transformation de deux points. Les Browns utilisent la nouvelle règle de conversion à deux points, introduite au printemps, dès la première rencontre de la saison et demandent à Tupa, positionné comme holder, de prendre le ballon et de courir pour tenter de marquer deux points, ce que l'athlète réussit à exécuter,. Il répète deux fois cette performance cette saison-là, ce qui lui vaut le surnom de « Two-Point Tupa »,.

#### Révélation aux Patriots de la Nouvelle-Angleterre (1996-1998)
En barrages contre les Giants de New York, Tom Tupa est mis sous pression par le blitz adverse. Ses mauvais coups de pied de dégagement et les plaquages ratés de la défense mettent en difficulté les Patriots qui sont menés 15 à 0 à la mi-temps puis 22 à 0. L'équipe de la Nouvelle-Angleterre effectue un retour en fin de rencontre pour l'emporter. Après que les Patriots réussissent à contenir Brett Favre pour se qualifier pour le Super Bowl XXXI, l'entraîneur Bill Parcells rend hommage à Tom Tupa pour son rôle de quarterback à l'entraînement où il simule le jeu de Favre pour préparer la défense des Pats.  En amont du Super Bowl, Tupa reçoit un traitement médiatique de vedette et est propulsé sur l'estrade avec Drew Bledsoe, Ben Coates et Willie McGinest.
Tupa termine la saison 1998 avec une moyenne au coup de pied de 44,5 yards, ce qui le place en septième position de la ligue. Il prouve tout au long de la saison qu'il est l'un des meilleurs joueurs de la ligue à son poste. Même s'il ne joue que trois saisons avec les Patriots, c'est l'un des meilleurs à ce poste dans l'histoire de l'équipe.

#### Vedette des Jets (1999-2001)
En février 1999, dès les premières heures du marché des agents libres, Tom Tupa retrouve ses anciens entraîneurs Bill Parcells et Bill Belichick en signant avec les Jets de New York. Selon son agent, le joueur de 33 ans refuse de plus lucratifs contrats pour avoir la chance de remporter un Super Bowl. Son contrat de quatre saisons d'une valeur de 6,1 millions de dollars fait cependant de lui le joueur le mieux payé à son poste,. Parcells se déclare ravi de retrouver un « incroyable punter » qui comble l'un des principaux besoins des Jets. L'entraîneur considère que, pour chaque gain de 100 yards supplémentaire d'avancée par rapport à son adversaire, une équipe de football américain gagne 7 points et considère que l'apport de Tupa vaut environ 30 points pour son équipe.
Lors de la rencontre d'ouverture de la saison 1999, le quarterback des Jets Vinny Testaverde se blesse gravement au tendon d’Achille dans le premier quart-temps,. Pour ne pas se priver de son punter pendant toute la rencontre, Bill Parcells lance Tom Tupa sur le terrain au poste de quarterback,. Sur sa première tentative de passe, il marque un touchdown sur une passe de 25 yards pour Keyshawn Johnson,. Il marque un deuxième touchdown à la passe et termine avec une réussite de 6 passes complétées sur 10,. Sa performance impressionne jusqu'à Drew Bledsoe, le quarterback des Patriots, qui dit de Tupa qu'il est un « incroyable athlète ». Il reste l'un des remplaçants au poste de quarterback pour le reste de la saison, portant un casque avec une oreillette pour qu'il puisse écouter le canal des jeux offensifs annoncés au quarterback.
Tupa commence la saison 2001 trop tôt, non remis de son opération pour une hernie. Il se blesse de nouveau et est diminué pendant toute la saison. Ses performances déçoivent et les Jets hésitent à faire jouer un autre punter, Daniel Pope. Sa production diminue et les Jets n'hésitent pas à le libérer. Ses distances de coups de pied et gains moyens sont alors les plus mauvais de sa carrière.

#### Au Super Bowl avec les Buccaneers (2002-2003)
Récupéré par les Buccaneers de Tampa Bay avec un contrat d'une année, Tupa partage la responsabilité de la défaite en prolongation de son équipe contre les Saints de La Nouvelle-Orléans pour sa première sous le maillot des Bucs ainsi que pour la première rencontre du nouvel entraîneur des Buccaneers, Jon Gruden,. Pour éviter de voir son coup de pied de dégagement contré par la défense adverse, il tente de lancer une passe avant d'être plaqué. Sa passe est interceptée par le linebacker James Allen qui le retourne dans l'en-but pour assurer la victoire des Saints. Malgré ce début difficile, Tupa retrouve son meilleur niveau et aide les Bucs à atteindre le Super Bowl de 2002, que l'équipe gagne. L'année suivante, en 2003, l'équipe ne se qualifie pas pour les playoffs de la NFL.

#### Fin de carrière brutale avec les Redskins (2004-2005)
En 2004, les Redskins de Washington changent la moitié de leur effectif et recrutent Tupa comme punter. Le joueur paraphe un contrat de quatre ans d'une valeur de plus de trois millions de dollars. À 38 ans, Tom Tupa envisage de jouer jusqu'au terme de son nouveau contrat.
Début novembre, Tupa réalise deux coups de pied précis contre les Lions de Détroit pour obliger l'attaque adverse à débuter à un et deux yards de son en-but. Contre les 49ers de San Francisco, sous la pression d'une mauvaise position sur le terrain, son coup de pied de dégagement est contré par Keith Lewis et Tupa est obligé de le dégager hors des limites du terrain et de concéder un safety pour éviter de concéder un touchdown.
Le 19 août 2005, à l'échauffement d'une rencontre de pré-saison, Tupa ressent une douleur dans le bas de son dos et demande immédiatement une attention médicale. Cette blessure met un terme à la carrière du joueur qui n'a pas manqué une rencontre de saison régulière depuis 1994,. Libéré par les Redskins à la fin du mois d'août, le vétéran de 39 ans encaisse son salaire de 765 000 dollars mais reste handicapé par sa blessure. En mai 2006, Tupa demande un revenu durable et le remboursement de ses soins médicaux à la commission de Virginie à la suite de son accident de travail. Il abandonne cette première affaire et la porte devant la commission du Maryland en mars 2007. Après plusieurs années de procédures, l'ancien joueur NFL obtient gain de cause,.

### Après-carrière
Après la NFL, Tom Tupa devient directeur des activités recréatrices pour la ville de Brecksville dans l'Ohio. Coordinateur offensif de l'équipe de football américain des Brecksville-Broadview Heights Bees, il y fait jouer ses fils : Tommy, Tim et Tyler. Il a également une fille prénommée Emma. Son fils Tommy est un quarterback talentueux qui joue pour les Redhawks de Miami.

## Style de jeu
Le physique de quarterback de Tom Tupa — il possède les mêmes mensurations que Tom Brady — fait de lui une menace permanente sur les punts. En effet, il est capable de feinter le coup de pied pour tenter une passe ou une course afin d'obtenir une nouvelle première tentative pour son équipe. Il est connu et réputé pour ces jeux piégés.
Tupa conclut sa carrière avec une moyenne de 43,4 yards par punt, ce qui en fait l'un des meilleurs de l'histoire de la NFL. Son point fort n'est cependant pas la force de sa jambe mais sa précision sur les punts courts qu'il arrive à placer dans les coins du terrain. Il est également connu pour la rapidité de ses coups de pied de dégagement.

## Statistiques
| Année  | Équipe     |          | MJ  |         | Passes | Passes | Passes | Passes | Passes | Passes     | Passes  | Passes |         | Courses | Courses | Courses | Courses |  | Punts | Punts | Punts |
| Année  | Équipe     | Réussies | MJ  | Tentées | Pct    | Yards  | Y/T    | TD     | INT    | Évaluation | Tentées | Yards  | Moyenne | TD      | Tentés  | Yards   | Moyenne |  |       |       |       |
| 1984   | Ohio State | 12       | -   | -       | -      | -      | -      | -      | -      | -          | -       | -      | -       | -       | 45      | 2 118   | 47,1    |  |       |       |       |
| 1985   | Ohio State | 12       | 7   | 13      | 53,8   | 68     | 5,2    | 0      | 0      | 97,8       | 4       | 11     | 2,8     | 0       | 50      | 2 092   | 41,8    |  |       |       |       |
| 1986   | Ohio State | 13       | 30  | 49      | 61,2   | 398    | 8,1    | 3      | 2      | 141,5      | 23      | 18     | 0,8     | 0       | 56      | 2 391   | 42,7    |  |       |       |       |
| 1987   | Ohio State | 11       | 134 | 242     | 55,4   | 1 786  | 7,4    | 12     | 10     | 125,5      | 72      | 45     | 0,6     | 4       | 63      | 2 963   | 47,0    |  |       |       |       |
| Totaux | Totaux     | 36       | 171 | 304     | 56,3   | 2 252  | 7,4    | 15     | 10     | 126,9      | 102     | 51     | 0,5     | 4       | 214     | 9 564   | 44,7    |  |       |       |       |

| Année  | Équipe     |          | MJ  |         | Passes | Passes | Passes | Passes | Passes | Passes     | Passes  | Passes |         | Courses | Courses | Courses | Courses |  | Punts | Punts | Punts |
| Année  | Équipe     | Réussies | MJ  | Tentées | Pct    | Yards  | Y/T    | TD     | INT    | Évaluation | Tentées | Yards  | Moyenne | TD      | Tentés  | Yards   | Moyenne |  |       |       |       |
| 1988   | Cardinals  | 2        | 4   | 6       | 66,7   | 49     | 8,2    | 0      | 0      | 91,7       | -       | -      | -       | -       | -       | -       | -       |  |       |       |       |
| 1989   | Cardinals  | 14       | 65  | 134     | 48,5   | 973    | 7,3    | 3      | 9      | 52,2       | 1       | 0      | 0       | 0       | 6       | 280     | 46,7    |  |       |       |       |
| 1990   | Cardinals  | 15       | -   | -       | -      | -      | -      | -      | -      | -          | -       | -      | -       | -       | -       | -       | -       |  |       |       |       |
| 1991   | Cardinals  | 11       | 165 | 315     | 52,4   | 2 053  | 6,5    | 6      | 13     | 62         | 28      | 97     | 3,5     | 1       | -       | -       | -       |  |       |       |       |
| 1992   | Colts      | 3        | 17  | 33      | 51,5   | 156    | 4,7    | 1      | 2      | 49,6       | 3       | 9      | 3       | 0       | -       | -       | -       |  |       |       |       |
| 1994   | Browns     | 16       | -   | -       | -      | -      | -      | -      | -      | -          | -       | -      | -       | -       | 80      | 3 211   | 40,1    |  |       |       |       |
| 1995   | Browns     | 16       | 1   | 1       | 100    | 25     | 25     | 0      | 0      | 118,7      | 1       | 9      | 9       | 0       | 65      | 2 831   | 43,6    |  |       |       |       |
| 1996   | Patriots   | 16       | 0   | 2       | 0      | 0      | 0      | 0      | 0      | 39,6       | -       | -      | -       | -       | 63      | 2 739   | 43,5    |  |       |       |       |
| 1997   | Patriots   | 16       | -   | -       | -      | -      | -      | -      | -      | -          | -       | -      | -       | -       | 78      | 3 569   | 45,8    |  |       |       |       |
| 1998   | Patriots   | 16       | -   | -       | -      | -      | -      | -      | -      | -          | 2       | -2     | -1      | 0       | 74      | 3 294   | 44,5    |  |       |       |       |
| 1999   | Jets       | 16       | 6   | 11      | 54,5   | 165    | 15     | 2      | 0      | 139,2      | 2       | 8      | 4       | 0       | 81      | 3 659   | 45,2    |  |       |       |       |
| 2000   | Jets       | 16       | -   | -       | -      | -      | -      | -      | -      | -          | -       | -      | -       | -       | 83      | 3 714   | 44,7    |  |       |       |       |
| 2001   | Jets       | 15       | 1   | 1       | 100    | 9      | 9      | 0      | 0      | 104,2      | -       | -      | -       | -       | 67      | 2 575   | 38,4    |  |       |       |       |
| 2002   | Buccaneers | 16       | 0   | 1       | 0      | 0      | 1      | 0      | 0      | 0          | 1       | -9     | -9      | 0       | 90      | 3 856   | 42,8    |  |       |       |       |
| 2003   | Buccaneers | 16       | -   | -       | -      | -      | -      | -      | -      | -          | -       | -      | -       | -       | 83      | 3 590   | 43,3    |  |       |       |       |
| 2004   | Redskins   | 16       | -   | -       | -      | -      | -      | -      | -      | -          | -       | -      | -       | -       | 103     | 4 544   | 44,1    |  |       |       |       |
| Totaux | Totaux     | 220      | 259 | 504     | 51,4   | 3 430  | 6,8    | 12     | 25     | 60,5       | 53      | 187    | 3,5     | 1       | 873     | 37 862  | 43,4    |  |       |       |       |

| Année  | Équipe     |        | MJ |       | Punts   | Punts | Punts |
| Année  | Équipe     | Tentés | MJ | Yards | Moyenne |       |       |
| 1994   | Browns     | 2      | 8  | 303   | 37,9    |       |       |
| 1996   | Patriots   | 3      | 21 | 904   | 43      |       |       |
| 1997   | Patriots   | 2      | 14 | 551   | 39,4    |       |       |
| 1998   | Patriots   | 1      | 8  | 378   | 47,2    |       |       |
| 2001   | Jets       | 1      | 1  | 24    | 24      |       |       |
| 2002   | Buccaneers | 3      | 15 | 598   | 39,9    |       |       |
| Totaux | Totaux     | 12     | 67 | 2 758 | 41,1    |       |       |